# 917
| 917                |
| ------------------ |
| Dødsfald - Fødsler |
| • Begivenheder     |

| Gregoriansk kalender | 917 CMXVII              |
| Ab urbe condita      | 1670                    |
| Armensk kalender     | 366 ԹՎ ՅԿԶ              |
| Kinesiske kalender   | 3613 – 3614 丙子 – 丁丑 |
| Etiopisk kalender    | 909 – 910               |
| Jødisk kalender      | 4677 – 4678             |
| Hindukalendere       |                         |
| - Vikram Samvat      | 972 – 973               |
| - Shaka Samvat       | 839 – 840               |
| - Kali Yuga          | 4018 – 4019             |
| Iransk kalender      | 295 – 296               |
| Islamisk kalender    | 304 – 305               |

Se også 917 (tal)